# Кен Рі
Кен Рі (кор. 이근; 22 березня 1984) — південнокорейський військовик, телеведучий і підприємець.

## Біографія
У віці 3 років іммігрував у США, виріс у Нью-Йорку та Лос-Анджелесі. Він мріяв стати офіцером SEAL в армії США, але не вступив у Військово-морську академію, тому що не мав громадянства. Після закінчення Військового інституту Вірджинії він вирішив стати офіцером корейських ВМС і повернувся в Корею в 2007 році. За час своєї активної кар'єри він пройшов різні курси підготовки спецназу корейських та американських військовиків із відмінними показниками, і був солдатом із різним практичним досвідом, беручи участь у військових операціях.
Після звільнення з армії у званні лейтенанта у 2014 році він служив у ПВК, був інструктором по боротьбі з тероризмом та тактичній стрільбі у низці військових та поліцейських агентств, а також працював на посадах, пов'язаних з безпекою та охороною, у Державному департаменті США та ООН.
Він обіймав посаду виконавчого директора MUSAT, консалтингової компанії з безпеки та тактики, і став популярним у 2020 році, з'явившись у вебконтенті YouTube «가짜사나이». З того часу він залишив MUSAT і заснував ROKSEAL, консалтингову компанію з військової безпеки, і активно веде однойменний канал YouTube «ROKSEAL».
У березні 2022 року він брав участь у Російсько-українській війні у складі Українського іноземного легіону, бився в районі Ірпіня та на півдні України. У травні 2022 року був важко поранений під час виконання бойового завдання і повернувся в Корею.